# Uspořádání pojezdu
Uspořádání pojezdu je konstrukční provedení pojezdu lokomotivy nebo jiného kolejového vozidla. Popisuje především počet a umístění náprav a které z nich jsou hnané.

## Značení uspořádání pojezdu
Bez ohledu na konkrétní značení dané železniční společnosti existuje i značení obecného uspořádání pojezdů. Tyto soustavy se vyvinuly nezávisle v různých regionech.

### Písmenné (kontinentální)
Označení se skládá se z písmen a číslic. Popisují pojezd vozidla odpředu dozadu. Arabské číslice označují nepoháněné (běžné) nápravy, písmena hnací nápravy. Pokud jsou nápravy v samostatném podvozku, je za číslem či písmenem apostrof. Pokud je každá náprava hnaná nezávisle (má vlastní pohon), dává se za písmenné označení malé písmeno „o“. [zdroj?]
Příklady:
- C – Lokomotiva se třemi spřaženými hnanými nápravami v pevném rámu
- 2'D1' – Lokomotiva se dvěma běžnými dvojkolími v samostatném podvozku vpředu, čtyřmi hnanými nápravami v rámu a jedním běhounem vzadu.
- Bo´Bo´ – Lokomotiva se dvěma samostatnými podvozky, každý se dvěma samostatně hnanými nápravami.
- (2'D)'D2' – členěná parní lokomotiva Malletovy konstrukce – toto uspořádání měla i největší parní lokomotiva Big Boy
- (1A)´(A1)´ – Vozidlo se vždy jednou hnanou a jednou nehnanou nápravou v otočném podvozku (např. ř. 842)
- Bo + Bo + Bo – Lokomotiva se vždy dvěma hnanými na sobě nezávislými nápravami v pevném rámu. Toto uspořádání lokomotivy spojené ze tří, po mechanické stránce samostatných dílů odpovídá důlním odklízecím lokomotivám.
- Bo´Bo´Bo´ – lokomotiva se třemi samostatnými podvozky – např. FS řada E636 nebo Škoda 93E
- Co´Co´ – lokomotiva se dvěma samostatnými třínápravovými podvozky – např. "šestikolák" řada 181

### Číselné (americké)
Toto značení se skládá ze tří čísel: počet běhounů vpředu – počet hnacích kol – počet běhounů vzadu.
Pro lokomotivy se samostatně hnanými skupinami kol (například Malletova soustava) může mít tento zápis dvě nebo dokonce tři číslice uprostřed. Ty pak ukazují počet hnaných a spřažených náprav v jednotlivých skupinách. [zdroj?]
Příklady (odpovídají charakteristikám u písmenného značení):
- 0-6-0
- 4-8-2
- 0-4-4-0
- 4-8-8-4

### Jmenné (americké)
Pro každou konstrukční skupinu je zavedeno jméno typické lokomotivní řady. [zdroj?]
Příklady:
- 4-4-0 American
- 2-8-0 Consolidation
- 4-4-2 Atlantic
- 4-6-2 Pacific
- 2-10-0 Decapod

### Číselné (evropské)
Odpovídá americkému, ale udává počet náprav (čísla jsou tedy poloviční). V některých zemích (Francie, Rumunsko) tvořilo uspořádání přímo lokomotivní řadu – 231, 050 atd. [zdroj?]

### Zlomkem
Zlomek udával poměr spřažených (hnaných) náprav ku celkovému počtu. Například 3/6 znamená tři hnané nápravy z celkových šesti. Takto se označují lokomotivy ve Švýcarsku – např. Re 8/14 [zdroj?]

### Srovnávací tabulka značení
| Pojezd          | Písmenné        | Zlomek  | Evropské    | Americké    | Jmenné                                                    | Příklad ze světa                                                                                                  | Příklad z ČSD   | obrázek |
| --------------- | --------------- | ------- | ----------- | ----------- | --------------------------------------------------------- | --- | --------------- | ------- |
|                 | A1              | 1/2     | 0-1-1       | 0-2-2       |                                                           | Rocket (1829 Anglie)                                                                                              |                 |         |
|                 | 1A              | 1/2     | 1-1-0       | 2-2-0       | Planet                                                    | |                 |         |
|                 | 1A1             | 1/3     | 1-1-1       | 2-2-2       | Patentee                                                  | Buddicom (1843 Anglie) Vesuv (1839 Itálie)                                                                        |                 |         |
|                 | 2´A             | 1/3     | 2-1-0       | 4-2-0       | Norris                                                    | |                 |         |
|                 | 2A              | 1/3     | 2-1-0       | 4-2-0       | Crampton                                                  | Crampton (1846 Francie)                                                                                           |                 |         |
|                 | 3A              | 1/4     | 3-1-0       | 6-2-0       | Crampton                                                  | Lokomotivy Crampton                                                                                               |                 |         |
|                 | B               | 2/2     | 0-2-0       | 0-4-0       | Four-Wheel-Switcher                                       | Puffing Billy (1813 Anglie) De Witt Clinton (1831 USA)                                                            |                 |         |
|                 | 1´B             | 2/3     | 1-2-0       | 2-4-0       | Hanscom                                                   | |                 |         |
|                 | 1´B1´           | 2/4     | 1-2-1       | 2-4-2       | Columbia                                                  | |                 |         |
|                 | 2´B             | 2/4     | 2-2-0       | 4-4-0       | American (USA)                                            | C PLM Coupevent (Francie)                                                                                         |                 |         |
|                 | 2'B 1'          | 2/5     | 2-2-1       | 4-4-2       | Atlantic                                                  | | 275.0 KkStB 108 |         |
|                 | 2´B2´           | 2/6     | 2-2-2       | 4-4-4       | Jubilee                                                   | |                 |         |
|                 | C               | 3/3     | 0-3-0       | 0-6-0       | Six-Wheel-Switcher                                        | | 310.0           |         |
|                 | 1´C             | 3/4     | 1-3-0       | 2-6-0       | Mogul                                                     | | 334.0           |         |
|                 | 1'C 1'          | 3/5     | 1-3-1       | 2-6-2       | Prairie                                                   | | 365.0           |         |
|                 | 2´C             | 3/5     | 2-3-0       | 4-6-0       | Ten-Wheeler                                               | | 377.0 (P8)      |         |
|                 | 2'C 1'          | 3/6     | 2-3-1       | 4-6-2       | Pacific (USA)                                             | LNER řada A4 (1935 Anglie) Princess Coronation Class (Anglie) Merchart Navy (1941 Anglie) Brittania (1951 Anglie) | 387.0           |         |
|                 | 1´C2´           | 3/6     | 1-3-2       | 2-6-4       | Adriatic                                                  | | 375.0 KkStB 310 |         |
|                 | 2´C2´           | 3/7     | 2-3-2       | 4-6-4       | Hudson                                                    | Baltic (1937 USA)                                                                                                 |                 |         |
|                 | D               | 4/4     | 0-4-0       | 0-8-0       | Eight-Wheel-Switcher                                      | Conrad Vorlauf [zdroj?] Arcivévoda Karel [zdroj?]                                                                 | 422.0           |         |
|                 | 1´D             | 4/5     | 1-4-0       | 2-8-0       | Consolidation                                             | | 434.0           |         |
|                 | 1´D1´           | 4/6     | 1-4-1       | 2-8-2       | Mikado Mac Arthur                                         | [zdroj?]--- | 433.0           |         |
|                 | 1´D2´           | 4/7     | 1-4-2       | 2-8-4       | Berkshire                                                 | | 486.1           |         |
|                 | 2´D             | 4/6     | 2-4-0       | 4-8-0       | Twelve-Wheeler [zdroj?] Mastodon                          | |                 |         |
|                 | 2'D 1'          | 4/7     | 2-4-1       | 4-8-2       | Mountain                                                  | | 498.0           |         |
|                 | 2´D2´           | 4/8     | 2-4-2       | 4-8-4       | Northern [zdroj?] Niagara (NYC) [zdroj?] Wyoming [zdroj?] | |                 |         |
|                 | E               | 5/5     | 0-5-0       | 0-10-0      | Ten-Wheel-Switcher                                        | | 524.0           |         |
|                 | E1´             | 5/6     | 0-5-1       | 0-10-2      | Union                                                     | |                 |         |
|                 | 1'E             | 5/6     | 1-5         | 2-10-0      | Decapod [zdroj?]                                          | | 534.0           |         |
|                 | 1´E1´           | 5/7     | 1-5-1       | 2-10-2      | Santa Fe                                                  | | 524.1           |         |
|                 | 1´E2´           | 5/8     | 1-5-2       | 2-10-4      | Texas                                                     | |                 |         |
|                 | 2´E             | 5/7     | 2-5-0       | 4-10-0      | Mastodon                                                  | |                 |         |
|                 | 2´E1´           | 5/8     | 2-5-1       | 4-10-2      | Texas [zdroj?] Southern Pacific Overland                  | |                 |         |
|                 | 1´F             | 6/7     | 1-6-0       | 2-12-0      | Centipede                                                 | |                 |         |
|                 | 1´F1´           | 6/8     | 1-6-1       | 2-12-2      | Javanic                                                   | |                 |         |
|                 | 2´F1´           | 6/9     | 2-6-1       | 4-12-2      | Union Pacific                                             | Union Pacific 9000                                                                                                |                 |         |
|                 | B´B             | 4/4     | 0-2-2-0     | 0-4-4-0     |                                                           | |                 |         |
| oOO OOO         | (1´B)´C         | 5/6     | 1-2-3-0     | 2-4-6-0     |                                                           | |                 |         |
|                 | C´C             | 6/6     | 0-3-3-0     | 0-6-6-0     | Erie                                                      | |                 |         |
| oOOO OOO        | (1´C)´C         | 6/7     | 1-3-3-0     | 2-6-6-0     |                                                           | |                 |         |
|                 | (1´C)´C1´       | 6/8     | 1-3-3-1     | 2-6-6-2     | Mallet Mogul (SP) [zdroj?] Prairie Mallet (ATSF) [zdroj?] | |                 |         |
|                 | (1´C)´C2´       | 6/9     | 1-3-3-2     | 2-6-6-4     |                                                           | |                 |         |
|                 | (2´C)´C2´       | 6/10    | 2-3-3-2     | 4-6-6-4     | Challenger                                                | |                 |         |
|                 | (1´C)´C3´       | 6/10    | 1-3-3-3     | 2-6-6-6     | Allegheny                                                 | |                 |         |
|                 | D´D             | 8/8     | 0-4-4-0     | 0-8-8-0     |                                                           | |                 |         |
|                 | (1´D)´D1´       | 8/10    | 1-4-4-1     | 2-8-8-2     | Chesapeake                                                | |                 |         |
|                 | (1´D)´D2´       | 8/10    | 1-4-4-2     | 2-8-8-4     | Yellowstone                                               | |                 |         |
|                 | (2´D)´D2´       | 8/12    | 2-4-4-2     | 4-8-8-4     |                                                           | Big Boy (USA) |                 |         |
|                 | (1´E)´E1´       | 10/12   | 1-5-5-1     | 2-10-10-2   | Virginian                                                 | |                 |         |
| ooOOOo oOOOoo   | (2´C1´)+(1´C2´) | 3/6+3/6 | 2-3-1+1-3-2 | 4-6-2+2-6-4 | Double Pacifik (Garratt)                                  | |                 |         |
| ooOOOOo oOOOOoo | (2´D1´)+(1´D2´) | 4/7+4/7 | 2-4-1+1-4-2 | 4-8-2+2-8-4 | Double Mountain (Garratt)                                 | |                 |         |
| oooOO OOooo     | 3´B B3´         |         |             | 6-4+4-6     |                                                           | PRR S1 (1939 USA)                                                                                                 |                 |         |